# Eupisteria
Eupisteria là một chi bướm đêm thuộc họ Geometridae.